# Ken Griffey Jr.’s Winning Run
A Ken Griffey Jr.’s Winning Run baseball-videójáték, melyet a Rare fejlesztett és a Nintendo jelentetett meg, kizárólag Super Nintendo Entertainment System otthoni videójáték-konzolra. A Winning Run a Ken Griffey Jr. Seattle Mariners-középkülső nevét viselő sorozat második tagja, a Ken Griffey Jr. Presents Major League Baseball utódja, a Major League Baseball Featuring Ken Griffey Jr. elődje.
A játék a Seattle Mariners és a New York Yankees közötti 1995-ös American League Division Series utolsó játékáról kapta a nevét. Ebben a játékban Griffey a tizenegyedik játékrész alján egészen az első bázisról, egy közeli helyzetben szerezte meg a győztes futást.
Mivel a játékhoz nem váltották meg a Major League Baseball Players’ Association licencét, ezért Griffey az egyetlen baseballjátékos, aki a valós nevén szerepel benne.

## Játékmenet

Képernyőkép a játékból

A játékban az 1996-os Major League Baseball-szezon mind a 28 csapata helyet kapott, illetve a teljes, 162 mérkőzésből álló szezonmód végigjátszásával az 1998-as szezon két új válogatottja, a Tampa Bay Devil Rays és az Arizona Diamondbacks is megnyitható. A játékban franchise-, MLB-kihívás, barátságos mérkőzés, illetve All-Star módok is találhatóak, utóbbiban a hazafutásverseny is elérhető. A Winning Run kommentátora Jack Buck, aki a játék elődjénél, a Ken Griffey Jr. Presents Major League Baseballnál is hasonló szerepet látott el.

## Fogadtatás
| Összegzőoldal | Értékelés |
| ------------- | --------- |
| GameRankings  | 80%       |

| Szerző          | Értékelés |
| --------------- | --------- |
| EGM             | 8/10      |
| Next Generation | [ 5 ]     |

A Ken Griffey Jr.’s Winning Run pozitíz kritikai fogadtatásban részesült. Air Hendrix a GamePro hasábjain közel tökéletes pontszámmal díjazta a játékot; a grafika és a hangzás terén 5/5 pontot, míg az irányítás és a szórakoztatás terén 4,5/5 pontot adott rá. Összegzésként megjegyezte, hogy „A Winning Run a realisztikus, akciódús játékmenetével és a remek grafikájával könnyű szerrel átsétál a hazai bázison.” Külön kiemelte, hogy a játék irányítása az olyan apróbb, stratégiai mozdulatokra is lehetőséget biztosít, mint a change-upok dobása, az ütőlendítések húzása, vagy szándékosan földet érő labdák ütése. Elmondása szerint úgy érezte, hogy a játék még annak ellenére is megtartja az autentikus érzetét, hogy Griffey az egyezlen valós játékos benne, mivel a kitalált baseballozók képességeit és megjelenését a valós párjukról mintázták. Az Electronic Gaming Monthly mindkét szerkesztője 8/10-es pontszámot adott a játékra, kiemelve, hogy a játék jelentős mértékben javult az elődjével szemben a grafika és a játékosanimációk terén. A Next Generation cikkírója dicsérte a gazdag színeket, a sima és „rendkívül bolondos” animációkat, az immerzív hangzást, a könnyen elsajátítható kezelőfelületet, illetve az előd szilárd, játéktermi stílusú játékmenetének átvételét. Összegzésként megjegyezte, hogy „Ha van egy Super NES-ed és csak egy kicsit is szereted a baseballt, akkor ez a jó választás.”

## Fordítás
- Ez a szócikk részben vagy egészben  a   Ken Griffey Jr.'s Winning Run című angol Wikipédia-szócikk ezen változatának fordításán alapul.  Az eredeti cikk szerkesztőit annak laptörténete sorolja fel. Ez a jelzés csupán a megfogalmazás eredetét és a szerzői jogokat jelzi, nem szolgál a cikkben szereplő információk forrásmegjelöléseként.